# Nereis madreporae
Nereis madreporae är en ringmaskart. Nereis madreporae ingår i släktet Nereis och familjen Nereididae. Inga underarter finns listade i Catalogue of Life.